# 中国共产党济南市委员会
中国共产党济南市委员会（简称中共济南市委），是中国共产党在山东省济南市的领导机关。

## 历史沿革
1921年春，王尽美、邓恩铭发起建立济南共产主义小组，其成员还有王象午、王翔千、王复元等。5月，济南共产主义小组创办《济南劳动周刊》，王翔千任主编。1921年7月23日至8月初，王尽美、邓恩铭代表济南共产主义小组出席中国共产党第一次全国代表大会。11月，王尽美等人赴莫斯科出席共产国际在1922年1月召开的远东各国共产党及民族革命团体代表大会。1922年5月，正式成立中共济南独立组，王尽美任组长，有9名党员。7月中旬，王尽美代表济南独立组出席中国共产党第二次全国代表大会。会后，中共中央特派员陈为人来济南指导和整顿党组织。7月底，建立中共济南地方支部，王尽美任书记。9月，王尽美调离，马克先代理书记职务。11月，中共中央特派员吴容沧来济南指导工作，根据中共中央决定，免去马克先的职务，由吴容沧代理书记。12月，王尽美回济南后复任书记。
1923年6月，王用章代表济南地方支部出席中国共产党第三次全国代表大会。10月6日，在工人运动走向高潮的形势下，中共济南地方支部召开全体党员大会，正式成立中共济南地方执行委员会（简称中共济南地委），大会选举王尽美、王翔千、王用章为地委委员，王尽美任委员长兼宣传部主任。1924年1月，王尽美赴广州出席国民党全国代表大会，王用章代理委员长职务。12月4日，中共中央决定，建立中央执行委员会北方局，中共济南地方执行委员会改由北方局领导。1925年1月，尹宽作为山东代表出席中国共产党第四次全国代表大会。大会期间，中央又撤销北方局，济南地委又直接属中央领导。2月，济南和青岛、淄川、张店等地党组织的代表在济南举行会议，决定以中共济南地委为基础，正式成立中共山东地方执行委员会（简称中共山东地执委、中共山东地委）。1926年10月，中共山东地方执行委员会在历城县龙洞召开会议，成立中共山东区执行委员会（中共山东区执委），吴芳任书记。1927年6月，中共山东区执委的基础上成立中共山东省委，吴芳任书记。
1929年1月，由于遭人举报，省委遭到严重破坏。1930年7月，省委派李敬铨来济，通过地下党员王永周联络失散的党员，建立中共济南特别支部（中共济南特支）。1931年1月1日，李敬铨被叛徒指捕，中共济南特支解体，济南党组织再度与省委失掉联系。3月上旬，中共山东省委再次派胡萍舟（化名秦唯一）前往济南，通过王永周与省立第一乡村师范学校党支部取得联系，联络数名失散的党员，于3月中旬重建中共济南特别支部，胡萍舟任书记。6月初，在中共济南特别支部的基础上建立中共济南市委，胡萍舟任书记。8月，胡萍舟调至青岛负责山东省委的重建工作，祖绳（祖茂林）接任市委书记。1932年1月，中共山东省委由青岛全部迁驻济南，同时决定撤销中共济南市委，济南党的基层组织由省委直接领导。1932年3月初，中共中央指责胡萍舟“右倾”，派武平接任书记。8月，省委决定重建中共济南市委，王仲和任书记。11月，重新建立中共山东省委，任作民任书记。同时决定撤销中共济南市委，济南党的基层组织由省委直接领导。1933年2月，已经叛变的陈衡舟秘密返回济南，破坏了省委机关。随后张北华等又组建中共山东临时省委。7月，临时省委组织部长宋鸣时叛变，临时省委机关被破坏。1934年5月，济南乡师党支部和新城兵工厂党支部负责人在北郊五柳闸举行会议，重新建立中共济南市委员会，赵健民任书记。1936年4月，黎玉受中共中央北方局的派遣来到济南，先后与姚仲明、赵健民取得联系，于5月上旬重建中共山东省委，黎玉任书记，赵健民任组织部长兼济南市委书记。1936年7月，赵健民陪同黎玉暂时离济，由林浩接任中共济南市委书记。10月，白学光接任济南市委书记。1937年2月，山东省委决定林浩分管济南和鲁东的工作，并直接领导济南部分支部。
1937年7月，抗日战争全面爆发，白学光暂时离开济南，山东省委决定由平津流亡学生党员于文彬代理市委书记。9月，白学光回济主持市委工作，于文彬奉命赴鲁北任中共鲁北特委书记。10月，日军占领德州，济南市委安排部分具有隐蔽条件的党员组成中共济南工作委员会（中共济南工委），陈隐仙任书记，留在市内坚持斗争。11月中旬，日军占领鹊山，中共济南市委随省委转移到泰安后即撤销，白学光调任中共鲁西南特委书记。12月27日，日军占领济南，中共济南工委采取分散隐蔽的形式，先后建立徐家花园和大槐树两个支部。1939年2月，中共济南工委遭破坏，陈隐仙、徐连城等数人被捕，大部分党员撤到鲁西根据地。撤出的党员经过整顿后，具有隐蔽条件的又派回市内重新组建中共济南工作委员会，蔡之程任书记。3月，中共中央山东分局在根据地建立济南工作委员会，王见新任书记，在鲁麟洋行经理毛晓亭的帮助和掩护下打入市内秘密开展群众工作。同时接受原中共济南工委所属党员。1940年9月，王见新等人因身份暴露撤出济南，由辛树声、于寿亭、赵沱、唐守松组成新的中共济南工委，辛树声任书记。1942年1月，由于被俘人员泄密，中共济南工委遭破坏，工委书记辛树声被迫自首，供出全部党员和群众关系。事后辛树声悔悟，向组织说明自首的情况，并执行了反间谍计划。随后山东分局决定，徐子常、张清池、赵沱组成新工委，徐子常任书记。11月，日军进行大搜捕，徐子常等18人被害。1942年10月，山东分局在泰历山区建立中共济南工作委员会（中共济南工委），泰山地委副书记刘莱夫兼任书记。1943年春，工委由于成员的变动而自行解体。1943年6月，山东分局决定重新建立中共济南工作委员会，指定张洪涛负责筹建。7月，正式建立中共中央山东分局济南工作委员会和济南市政府办事处，张洪涛和武中奇分任书记和主任。1945年8月18日，中共山东分局决定撤销济南工委，建立中共济南市委员会，杨一辰任书记。8月下旬，中共济南市委移驻历城县柳埠、仲宫一带正式办公。9月，济南市委决定成立市内工委和商埠区委。1946年2月，中共中央华东局决定，张北华任济南市委书记，由中共中央华东局和中共鲁中区党委实行双重领导，并负责协调渤海和鲁西工委的工作。
1948年9月24日，济南全境解放。25日，中共济南特别市委员会建立，原中共济南市委及渤海区济南工委、冀鲁豫区济南工委即行撤销。6月22日，改称中共济南市委员会。1949年10月6日至11月2日，中国共产党济南市第一次代表会议召开。1956年6月4日至8日，中国共产党济南市第一次代表大会召开。大会一致通过市委工作报告，并通过《中国共产党济南市第一次代表大会决议》。大会选举产生了中国共产党济南市第一届委员会和中国共产党济南市监察委员会及出席中国共产党山东省第一次代表大会的代表。
1966年5月文化大革命开始后，济南市党的组织普遍受到冲击。1967年1月24日，济南9个造反派组织联合夺了市委、市人民委员会的领导权，建立了济南市无产阶级革命造反派大联合革命委员会。2月26日，改称济南市革命委员会。1968年3月，山东省革命委员会批准了济南市革命委员会的领导成员和中共济南市革命委员会核心小组的组成人员。1969年9月，经中共山东省革委会核心领导小组研究决定，建立中共济南市革命委员会核心领导小组，原中共济南市革命委员会核心小组撤销。1971年4月24日至28日，中国共产党济南市第三次代表大会召开，选举产生中国共产党济南市第三届委员会。1983年8月24日至31日，中国共产党济南市第四次代表大会召开，选举产生中国共产党济南市第四届委员会。

## 职责
根据《中国共产党地方委员会工作条例》，中国共产党地方委员会主要实行政治、思想和组织领导，承担下列职能：
1. 对本地区重大问题作出决策。
2. 通过法定程序使党组织的主张成为地方性法规、地方政府规章或者其他政令。
3. 加强对本地区宣传思想文化工作的领导，牢牢掌握意识形态工作领导权、话语权。
4. 按照干部管理权限任免和管理干部，向地方国家机关、政协组织、人民团体、国有企事业单位等推荐重要干部。
5. 支持和保证人大、政府、政协、法院、检察院、人民团体等依法依章程独立负责、协调一致地开展工作，发挥这些组织中党组的领导核心作用。
6. 加强对本地区群团工作和统一战线工作的领导。
7. 动员、组织所属党组织和广大党员，团结带领群众实现党的目标任务。

## 机构设置
根据2019年1月3日中国共产党济南市第十一届委员会第七次全体会议审议通过《中共济南市委济南市人民政府关于济南市市级机构改革的实施意见》，中国共产党济南市委员会设置以下工作部门：
- 中共济南市委办公厅（济南市档案局）
- 中共济南市委组织部（济南市公务员局）
- 中共济南市委宣传部（济南市人民政府新闻办公室、济南市精神文明建设委员会办公室）
- 中共济南市委统一战线工作部（济南市民族宗教事务局、济南市人民政府侨务办公室）
- 中共济南市委政法委员会
- 中共济南市委政策研究室
- 中共济南市委全面深化改革委员会办公室（设在中共济南市委政策研究室）
- 中共济南市委全面依法治市委员会办公室（设在济南市司法局）
- 中共济南市委国家安全委员会办公室（设在中共济南市委办公厅）
- 中共济南市委网络安全和信息化委员会办公室（济南市互联网信息办公室）
- 中共济南市委财经委员会办公室（设在济南市发展和改革委员会）
- 中共济南市委外事工作委员会办公室（设在济南市人民政府外事办公室）
- 中共济南市委机构编制委员会办公室
- 中共济南市委军民融合发展委员会办公室
- 中共济南市委审计委员会办公室（设在济南市审计局）
- 中共济南市委教育工作领导小组办公室（设在中共济南市委教育工作委员会，与济南市教育局合署办公）
- 中共济南市委农业农村委员会办公室（设在济南市农业农村局）
- 中共济南市委台港澳工作办公室（济南市人民政府台港澳事务办公室）
- 中共济南市委直属机关工作委员会
- 中共济南市委巡察工作领导小组办公室
- 中共济南市委老干部局
- 中共济南市委机要保密局（济南市保密委员会办公室、济南市国家保密局、济南市密码管理局）

派出机构
- 中共济南市委济南高新技术产业开发区工作委员会
- 中共济南市委济南市南部山区工作委员会
- 中共济南市委济南新旧动能转换起步区工作委员会
- 中共济南市委济南长清大学城工作委员会
- 中共济南市委济南市莱芜高新技术产业开发区工作委员会
- 中共济南市委济南国际医学科学中心工作委员会

直属事业单位
- 中共济南市委党校（济南行政学院、济南市社会主义学院）
- 济南日报报业集团（济南日报社）
- 中共济南市委党史研究院（济南市地方史志研究院）

## 历届组成人员
第一届
- 任期：1956年6月－1963年4月
- 第一书记：王路宾 → 秦和珍（1958年10月任） → 杨宣武（1959年3月任） → 段毅（1960年11月任）
- 副书记：李又（－1956年10月）、亓象岑（－1956年10月）、张毅（－1956年10月）、丛林（1956年7月－1956年10月）、韩去非（1956年9月－1956年10月）
- 书记处书记：李又（1956年10月－）、韩去非（1956年10月－1958年3月）、亓象岑（1956年10月－1957年12月）、张毅（1956年10月－1958年12月）、丛林（1956年10月－1958年11月）、白学光（1957年11月－1963年3月）、吕少泉（1958年10月－1959年10月）、刘众前（1958年12月－1961年4月）、李元明（1958年12月－1962年1月）、秦和珍（1959年3月－1962年5月）、夏征农（1959年9月－1961年11月）、王翰卿（1960年9月－1961年）、李吉平（1961年1月－1961年10月）、张辑五（1961年8月－1963年2月）、陈明达（1961年8月－）、张骏（1961年8月－）、崔子厚（1961年8月－）

第二届
- 任期：1963年4月－1967年1月
- 第一书记：段毅
- 书记处书记：陈明达（－1965年5月）、李又、张骏、崔子厚、周星夫（1963年7月－）、杨毅（1963年11月－）

第三届
- 任期：1971年4月－1983年8月
- 书记：许洪云 → 张敬焘（1973年9月任） → 李瑜（1975年2月任） → 魏坚毅（1978年2月任）
- 副书记：张敬焘（－1973年9月）、李继初（－1973年9月）、易积贵（－1973年9月）、周星夫（1972年5月－1975年4月）、张骏（1973年9月－1983年3月）、陈明达（1973年12月－1979年3月）、陈宝玺（1975年4月－1983年3月）、李元荣（1975年4月－1983年3月）、杨毅（1972年5月－1983年3月）、常山林（1976年6月－1977年10月）、于瑞河（1976年6月－1979年4月）、李发荣（1977年11月－1979年6月）、朱民（1978年10月－1982年5月）、徐贞吉（1978年10月－1983年3月）、李克（1979年12月－1983年3月）、何宗贵（1983年3月－）、刘耀华（1983年3月－）、孟云（1983年3月－）、翟永浡（1983年7月－）

第四届
- 任期：1983年8月－1988年8月
- 书记：魏坚毅 → 姜春云（1984年7月任） → 贺国强（1987年7月任）
- 副书记：翟永浡、何宗贵（－1986年3月）、刘耀华（－1988年1月）、贺国强（1986年3月－1987年7月）、孟云（－1988年6月）、赵启升（1988年6月－）、房立（1988年6月－）

第五届
- 任期：1988年9月－1993年10月
- 书记：贺国强 → 翟永浡（1991年4月任） → 王怀远（1992年12月任）
- 副书记：翟永浡（－1991年3月）、李启万（1989年3月－）、庄庆臣（－1992年12月）、孙常印（1990年6月－）、谢玉堂（1991年6月－）、张福山（1992年12月－）、谭永青（1992年12月－）

第六届
- 任期：1993年11月－1998年10月
- 书记：谢玉堂（－1995年5月） → 孙淑义（1995年5月－）
- 副书记：孙常印、张福山、谭永青

第七届
- 任期：1998年10月－2003年4月
- 书记：孙淑义
- 副书记：徐华东、雷建国

第八届
- 任期：2003年4月－2007年4月
- 书记：孙淑义（－2004年1月） → 姜大明（2004年1月任）
- 副书记：鲍志强、雷建国、赵正平、马纯济、徐长玉

第九届
- 任期：2007年4月－2012年2月
- 书记：焉荣竹
- 副书记：张建国、杨鲁豫

第十届
- 任期：2012年2月－2017年3月
- 书记：王敏（－2014年12月） → 王文涛（2015年3月任）
- 副书记：杨鲁豫（2016年4月落马）、雷杰

第十一届
- 任期：2017年4月－2022年4月
- 书记：王文涛 → 王忠林（2018年5月任） → 孙立成（2020年3月任）
- 副书记：王忠林（－2018年5月）、苏树伟、孙述涛（2018年5月－）、边祥慧（2020年1月－）

第十二届
- 任期：2022年4月－
- 书记：刘强
- 副书记：于海田、杨峰
- 常委：王宏志、陈阳（女）、杨光忠、孙斌、吕涛、任庆虎、张勇强、李国祥、舒德川、马保岭